# Michif (sprog)
Michif (også kaldt Mitchif, Mechif, Michif-Cree, Métif, Métchif) er métis-folkets sprog. Méti-folket bor i Canada og det nordlige USA, og de nedstammer fra kvinder af First Nations (især cree, nakota og ojibwe) og mænd af europæisk afstamning (især fransk-canadiere).
Michif er en blanding af cree og canadisk fransk, med nogle lån fra andre sprog. Generelt er fonologien, ordforrådet, morfologien og syntaksen i nominalfraser fra fransk, mens de i verbalfraserne kommer fra cree.
Sproget var engang udbredt, men i 1997 var der under 1000 modersmålstalende tilbage.
Eksempel: La jument ki:aja:we:w un petit poulain. "Hoppen fik et føl."